# Isabella d'Aviz (imperatrice)
Isabella d'Aviz (Lisbona, 24 ottobre 1503 – Toledo, 1º maggio 1539) era la seconda figlia di Manuele I d'Aviz, re del Portogallo e dell'Algarve, e di Maria d'Aragona e Castiglia. I suoi nonni materni erano Ferdinando d’Aragona e Isabella di Castiglia. Come moglie di Carlo V fu imperatrice del Sacro Romano Impero e sovrana consorte degli altri suoi vasti domini.

## Biografia
Isabella era la secondogenita e figlia maggiore di re Manuele I del Portogallo e della sua seconda moglie, l'infanta Maria di Castiglia e Aragona. Il nome di battesimo le fu dato in onore della nonna materna, Isabella I di Castiglia, e della zia Isabella, principessa delle Asturie, che era stata la prima moglie del padre. Aveva una carnagione bianca, capelli biondo rossastri, occhi chiari ed era conosciuta come "la donna più bella del suo tempo".
Trascorse un'infanzia felice in compagnia dei suoi genitori e di diversi fratelli, una prole numerosa con cui la coppia reale fu benedetta. Fu educata sotto la supervisione della sua governante Elvira de Mendoza. I suoi studi includevano matematica, classici del Rinascimento, latino, spagnolo e francese oltre al suo portoghese nativo, etichetta e dottrina cristiana. Isabella e i suoi fratelli venivano puniti dalla madre, "quando lo meritavano, senza perdonare nessuno di loro".
All'età di 14 anni sua madre morì. Lei e le sue sorelle ereditarono le sue proprietà, più le entrate di Viseu e Torres Vedras. Sua madre lasciò nel suo testamento la volontà che Isabella si sposasse, sì, ma con re o figli legittimi di un sovrano, in chiara allusione al figlio bastardo del defunto Giovanni II, cugino del monarca. Con la morte di Maria, Manuele I dotò la sua figlia prediletta di una propria corte, affinché potesse assumere alcune funzioni governative.

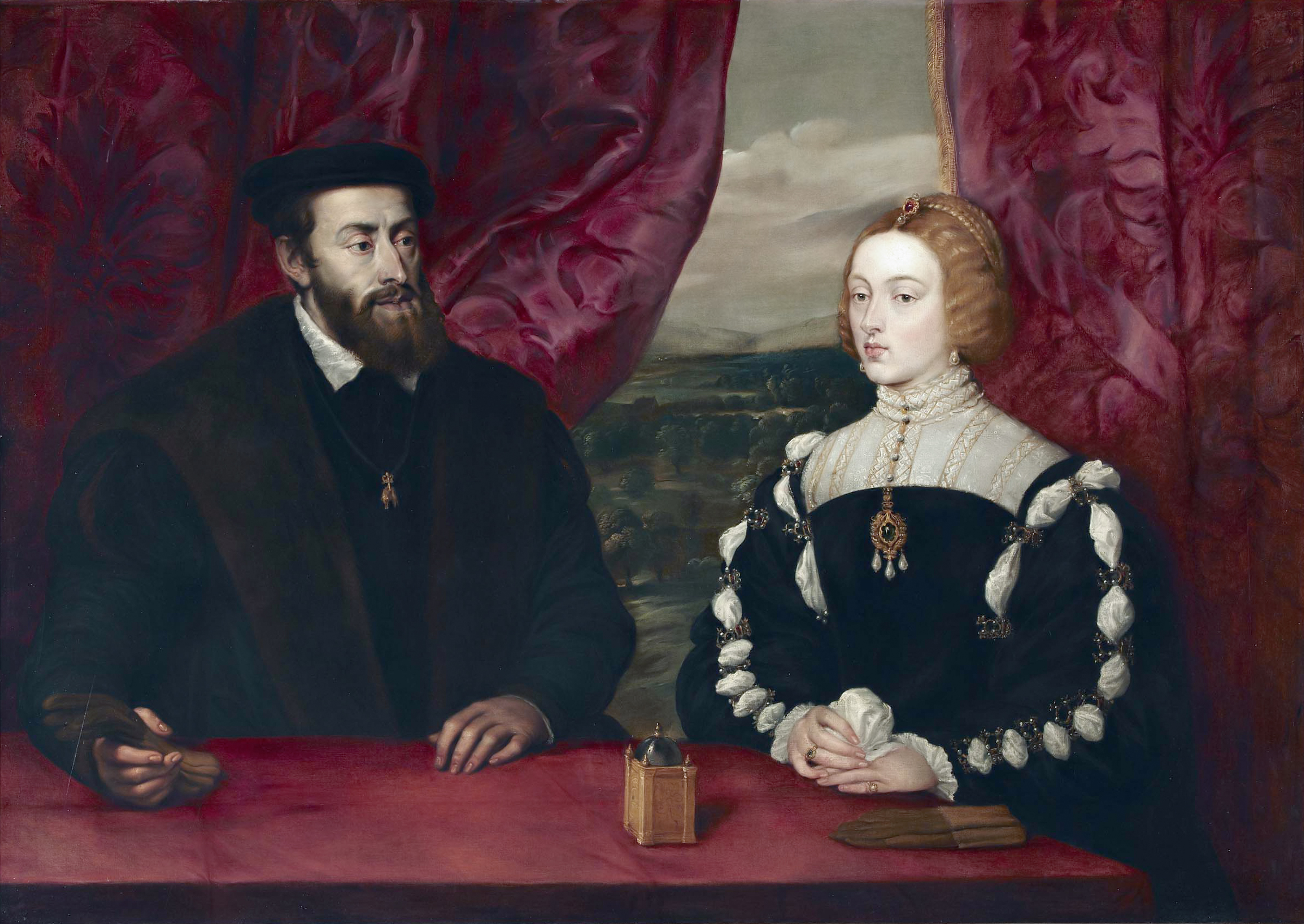
L'imperatore Carlo V e l'imperatrice Isabella, Rubens, copia di un originale di Tiziano andato perduto, XVII secolo.

## Matrimonio
In quanto figlia maggiore di Manuele I, Isabella era un'ottima candidata al matrimonio. Il candidato ideale come marito era il cugino di primo grado Carlo, figlio della sorella di Maria, Giovanna I di Castiglia e di suo marito Filippo, duca di Borgogna. Il loro matrimonio avrebbe portato una forte alleanza tra Spagna e Portogallo, secondo i desideri dei loro nonni, Isabella I di Castiglia e Ferdinando II d'Aragona. Avrebbe facilitato anche la continua esplorazione degli oceani senza incorrere in scontri, poiché il Portogallo era l'unica potenza navale che poteva sfidare la supremazia della Spagna nell'Oceano Atlantico. Inoltre, poiché Carlo era sovrano di molti regni, era necessario che il Portogallo, il regno più ricco della cristianità, cadesse sotto l'orbita della Spagna e non della Francia, come era accaduto durante la guerra di successione castigliana. Inoltre, poiché era cresciuto in Borgogna, i nobili e i sudditi spagnoli avrebbero insistito perché sposasse una principessa della penisola iberica.
Tuttavia il diciottenne Carlo non aveva fretta di sposarsi e invece mandò sua sorella Eleonora a sposare il padre vedovo di Isabella nel 1518. I consiglieri fiamminghi di Carlo, in particolare Guglielmo di Croÿ, in seguito lo convinsero a relegare l'alleanza portoghese in secondo piano e sostituirlo con un'alleanza con l'Inghilterra. Nel 1521 Carlo si fidanzò con l'altra sua cugina di primo grado, Maria Tudor, figlia di Enrico VIII e Caterina d'Aragona, che era ancora una bambina. Molti in Portogallo considerarono il rifiuto della loro Infanta un'offesa, ma Isabella rimase determinata a sposare il suo potente cugino oppure sarebbe entrata in convento. Nel 1525 Carlo non era più interessato a un'alleanza con l'Inghilterra e non poteva più aspettare che Maria crescesse perché era determinato ad avere figli legittimi. Il suo fidanzamento fu annullato, l'alleanza con l'Inghilterra fu abbandonata e alla fine cercò di sposare Isabella. C'erano molti altri vantaggi: era più vicina a lui per età (era solo tre anni più giovane di lui), parlava correntemente lo spagnolo e offriva una dote di 900.000 cruzados portoghesi che erano più che sufficienti per risolvere molti dei suoi problemi finanziari causati dalla guerra italiana del 1521-1526.
Carlo non perse tempo per ottenere una dispensa papale e fu stipulato il contratto di matrimonio per un'alleanza con il Portogallo: Isabella lo avrebbe sposato e suo fratello, Giovanni III del Portogallo, avrebbe sposato la sorella minore di Carlo, Caterina. Carlo intendeva sposarsi e poi lasciare la sua futura moglie come reggente per governare la Spagna mentre si recava nell'Europa centrale per affrontare i problemi politici e religiosi lì. Nel gennaio 1526 Isabella si recò in Spagna. Al suo arrivo incontrò il duca di Calabria, l'arcivescovo di Toledo e il duca di Béjar al confine ispano-portoghese. La scortarono a Siviglia, dove avrebbe dovuto aspettare Carlo per una settimana. Alla fine il loro matrimonio venne celebrato il giorno successivo, poco dopo la mezzanotte dell'11 marzo, nel Palazzo dell'Alcázar di Siviglia. Prima di avviarsi al talamo nuziale, la coppia era solita, fin dalla prima volta, assistere a una messa.
Isabella e Carlo ebbero cinque figli:
- Filippo II di Spagna (1527–1598);
- Maria di Spagna (1528–1603), sposò Massimiliano II d'Asburgo;
- Ferdinando (22 novembre 1529-31 luglio 1530);
- Giovanna d'Asburgo (1535–1573), sposò Giovanni Manuele del Portogallo;
- Giovanni (19 ottobre 1537-29 marzo 1538).
- un figlio (nato morto nel 1539).

Sebbene il loro matrimonio fosse un accordo politico Isabella affascinò Carlo, che rimase con lei più a lungo del previsto. Trascorsero la luna di miele all'Alhambra di Granada, dove ordinò i semi di un fiore persiano mai visto prima in Spagna. I semi alla fine sono cresciuti nel garofano rosso, che l'hanno deliziata. Ordinò quindi che altre migliaia fossero piantate in suo onore, stabilendo il garofano rosso come emblema floreale della Spagna. Nonostante l'affetto reciproco condiviso dalla coppia, il loro matrimonio non è stato facile. La sua prima assenza durò dal 1529 all'aprile 1533. Rimase in Spagna per due anni, per poi ripartire nel dicembre 1536. Sebbene fosse tornato brevemente nel 1538, se ne andò quasi immediatamente, tornando nel novembre 1539. Come concordato dai nobili, i loro figli crebbero in Spagna. Lei stessa supervisionò la loro educazione e insegnò loro il portoghese. Scriveva regolarmente al marito, ma spesso trascorreva mesi senza ricevere lettere.

### Reggenza
Come aveva programmato Carlo V nominò Isabella reggente di Spagna durante la sua assenza dalla penisola per guidare le sue campagne militari e assistere all'amministrazione degli altri suoi regni tra il 1529-33 e il 1537-39. Ereditando il sangue della nonna materna, Isabella la Cattolica, Isabella fu una donna determinata. Partecipava alle riunioni dei consigli direttivi e si consultava con i ministri. Con il passare del tempo ha assunto un ruolo più attivo nel processo decisionale, suggerendo le proprie soluzioni piuttosto che accettare semplicemente raccomandazioni. Suo marito considerava le sue deliberazioni "molto prudenti e ben ponderate".
Isabella fu una profonda esperta dei problemi dei regni peninsulari, difendendo intransigente il bene comune agli interessi particolari. Sul piano estero, le sue sensibili azioni furono decisive nella difesa delle coste della penisola e del nord Africa, infestate dalla pirateria. Ciò ha consentito il flusso di metalli preziosi e ha trasformato la Spagna in una delle principali fonti del tesoro imperiale. Attraverso le sue reggenze, si assicurò che la Spagna rimanesse indipendente dalle costose politiche militari dell'impero e quindi relativamente prospera durante la sua vita. Tuttavia, la Castiglia si integrò nell'impero di Carlo e soffrì di un'elevata inflazione dopo la sua morte. L'enorme deficit di bilancio accumulato e l'inflazione durante il successivo regno di suo marito portarono alla dichiarazione di bancarotta durante il regno del figlio Filippo II.
Isabella difese efficacemente il potere reale per assicurarsi l'autorità del monarca, come risposta alle precedenti ribellioni contro Carlo per i suoi rapporti con l'estero. Ha viaggiato regolarmente in autunno tra Toledo, Valladolid, Siviglia, Barcellona e Maiorca. Per affrontare questioni importanti dell'impero, la coppia si scriveva più regolarmente. In politica estera, Isabella è intervenuta attivamente nelle trattative delle alleanze matrimoniali tra le famiglie reali francese e spagnola.

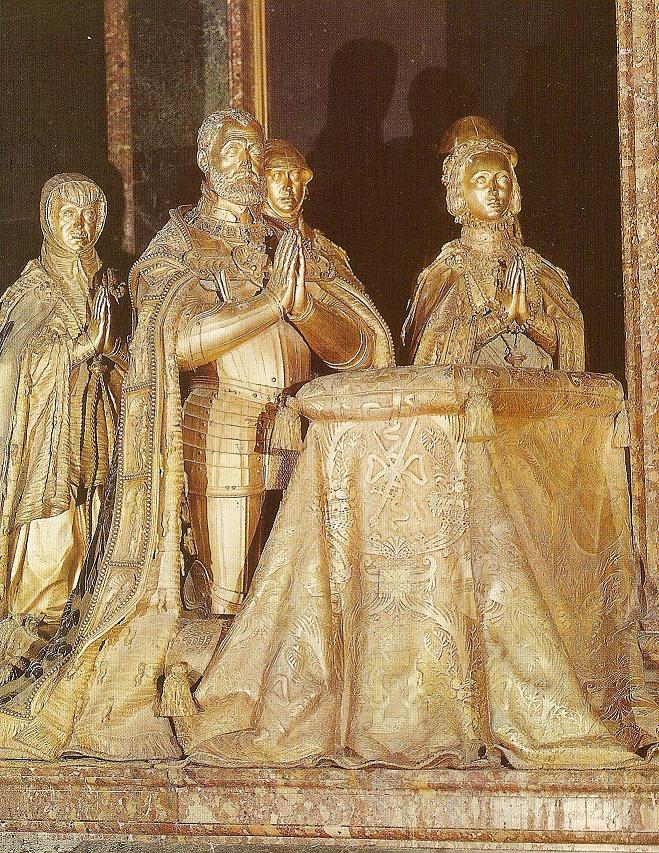
Le effigi in bronzo di Carlo e Isabella nella Basilica dell'Escorial.

## Morte
Per diversi anni Isabella e la corte viaggiarono di città in città, spostandosi in parte per evitare l'esposizione alle epidemie. Si ipotizza che soffrisse di consumo. Nel 1539 rimase incinta per la settima volta, ma contrasse la febbre durante il terzo mese che causò complicazioni prenatali e diede alla luce un figlio nato morto. Morì due settimane dopo, il 1 maggio 1539, all'età di 35 anni, senza la presenza del marito.
Carlo V rimase così devastato che non riuscì ad accompagnare il corpo di sua moglie alla Cappella Reale di Granada, il luogo di sepoltura dei Re Cattolici. Ha invece incaricato il figlio Filippo di accompagnare il corpo di sua madre con Francesco Borgia, IV duca di Gandía. La decomposizione aveva così sfigurato il corpo di Isabella, tuttavia, che Gandía non poteva riconoscerla e sarebbe stato così inorridito da ciò che la morte aveva fatto alla sua bellezza che in seguito divenne un gesuita, guadagnando fama come San Francisco de Borja. Carlo fu così addolorato per la sua morte che si rinchiuse in un monastero per due mesi, pregando e piangendo per lei in solitudine. Non si è mai ripreso dalla sua morte e ha indossato il nero per il resto della sua vita per mostrare il suo lutto. Non si è mai risposato, anche se ha avuto una relazione molto tempo dopo la sua morte che ha portato alla nascita di un figlio illegittimo, Giovanni d'Austria. Carlo morì vedovo nel 1558 mentre teneva in mano la stessa croce che lei teneva in mano quando morì.
Nel 1574 il corpo di Isabella fu trasferito dal figlio al Monastero Reale di San Lorenzo de El Escorial, dove fu originariamente sepolta in una piccola cripta insieme al marito direttamente sotto l'altare della Cappella Reale. Ciò avvenne in accordo con le sue ultime volontà e testamento, in cui lasciò un codicillo chiedendo l'istituzione di una nuova fondazione religiosa in cui la coppia sarebbe stata seppellita insieme fianco a fianco. Rimasero nella Cappella Reale mentre erano ancora in costruzione la famosa Basilica del Monastero e la Cripta Reale. Nel 1654, dopo che la Basilica e la Cripta Reale furono finalmente completate durante il regno del loro pronipote Filippo IV, i resti della coppia furono trasferiti nel Pantheon Reale dei Re, che si trova direttamente sotto la Basilica. Su un lato della Basilica si trovano le effigi in bronzo di Carlo e Isabella, con le effigi della loro figlia Maria d'Austria e delle sorelle di Carlo, Eleonora d'Austria e Maria d'Ungheria, dietro di loro. Esattamente adiacenti a loro sul lato opposto della Basilica ci sono le effigi del loro figlio con tre delle sue mogli e del loro sfortunato nipote Carlo, principe delle Asturie.

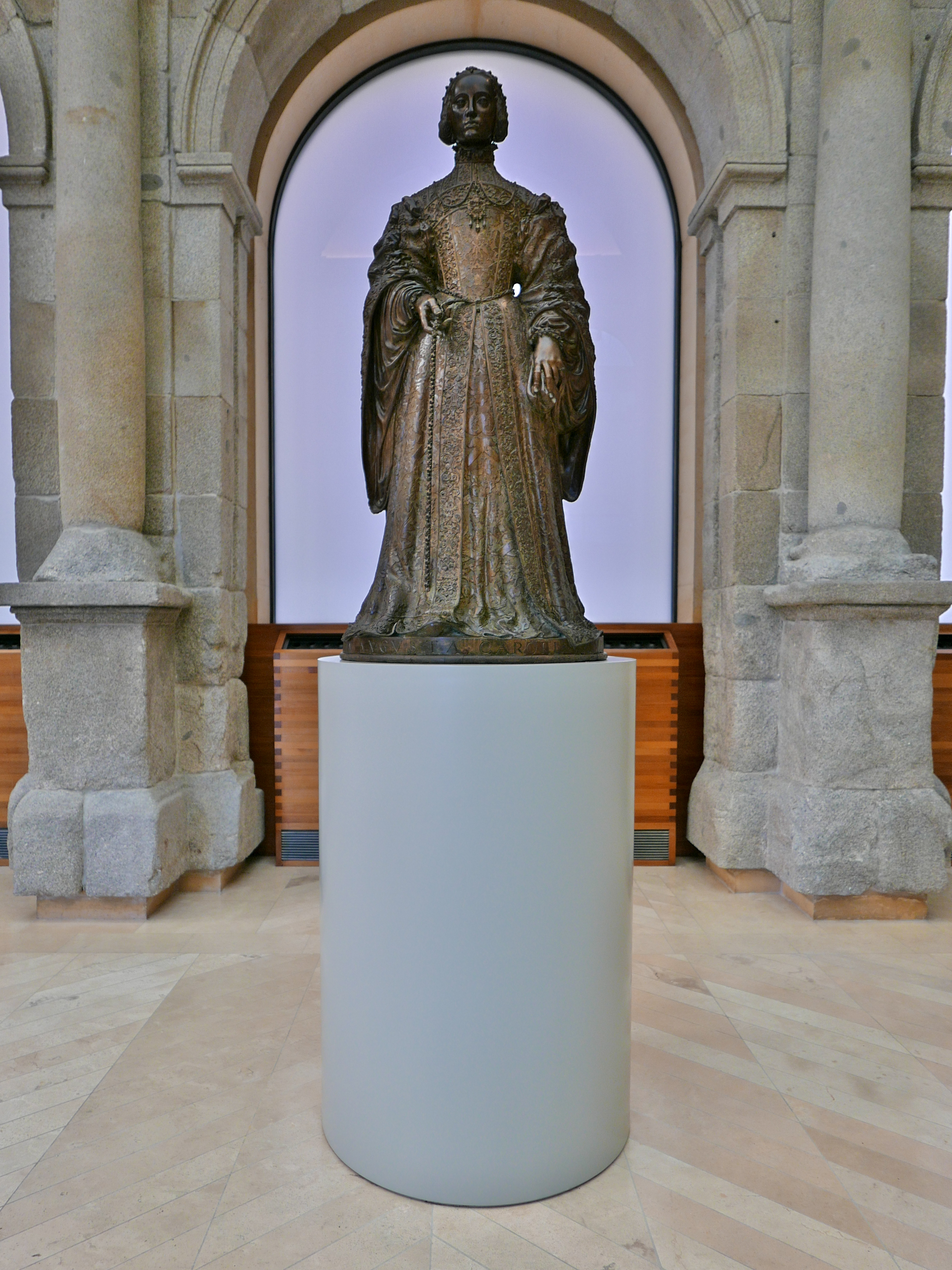
La statua in bronzo dell'imperatrice Isabella di Leone Leoni, 1550–1555, Museo del Prado, Madrid.

## Tributi post mortem
In memoria di Isabella Carlo commissionò diversi tributi attraverso l'arte e la musica, a partire dal 1540 quando incaricò il compositore fiammingo Thomas Crecquillon di comporre nuova musica in onore dell'Imperatrice. Crecquillon compose la sua Missa Mort m'a privé in suo memoria, che esprime il dolore del marito e il desiderio di una riunione celeste con la sua amata moglie. Un altro tributo musicale a lei è Carole cur defles Isabellam che fu composta nel 1545 dal compositore franco-fiammingo Nicolas Payen.
Nel 1543 Carlo commissionò al suo pittore preferito Tiziano Vecellio di dipingere ritratti postumi di Isabella utilizzando quelli precedenti di lei come modello. Tiziano dipinse diversi suoi ritratti, tra cui il Ritratto dell'imperatrice Isabella del Portogallo e La Gloria. In seguito dipinse insieme un doppio ritratto della coppia imperiale, di cui esiste una copia di Peter Paul Rubens. Carlo tenne con sé questi ritratti ogni volta che viaggiava e dopo essersi ritirato nel Monastero di Yuste nel 1555.

## Albero genealogico
|                             |                        |                          | Genitori                             |  |  | Nonni |  |  | Bisnonni               |  |  | Trisnonni                 |  |
|                             |                        |                          |                                      |  |  |       |  |  | Edoardo del Portogallo |  |  | Giovanni I del Portogallo |  |
|                             |                        |                          |                                      |  |  |       |  |  | Edoardo del Portogallo |  |  | Giovanni I del Portogallo |  |
|                             |                        | Filippa di Lancaster     |                                      |  |  |       |  |  | Edoardo del Portogallo |  |  |                           |  |
| Ferdinando d'Aviz           |                        |                          |                                      |  |  |       |  |  | Edoardo del Portogallo |  |  |                           |  |
|                             |                        | Eleonora d'Aragona       | Ferdinando I di Aragona              |  |  |       |  |  |                        |  |  |                           |  |
|                             |                        | Eleonora d'Aragona       | Ferdinando I di Aragona              |  |  |       |  |  |                        |  |  |                           |  |
|                             |                        | Eleonora d'Aragona       | Eleonora d'Alburquerque              |  |  |       |  |  |                        |  |  |                           |  |
| Manuele I del Portogallo    |                        | Eleonora d'Aragona       |                                      |  |  |       |  |  |                        |  |  |                           |  |
|                             |                        | Giovanni d'Aviz          | Giovanni I del Portogallo            |  |  |       |  |  |                        |  |  |                           |  |
|                             |                        | Giovanni d'Aviz          | Giovanni I del Portogallo            |  |  |       |  |  |                        |  |  |                           |  |
|                             |                        | Giovanni d'Aviz          | Filippa di Lancaster                 |  |  |       |  |  |                        |  |  |                           |  |
| Beatrice d'Aviz             |                        | Giovanni d'Aviz          |                                      |  |  |       |  |  |                        |  |  |                           |  |
|                             |                        | Isabella di Braganza     | Alfonso I di Braganza                |  |  |       |  |  |                        |  |  |                           |  |
|                             |                        | Isabella di Braganza     | Alfonso I di Braganza                |  |  |       |  |  |                        |  |  |                           |  |
|                             |                        | Isabella di Braganza     | Beatriz Pereira de Alvim             |  |  |       |  |  |                        |  |  |                           |  |
| Isabella d'Aviz             |                        | Isabella di Braganza     |                                      |  |  |       |  |  |                        |  |  |                           |  |
|                             | Giovanni II di Aragona | Ferdinando I di Aragona  |                                      |  |  |       |  |  |                        |  |  |                           |  |
|                             | Giovanni II di Aragona | Ferdinando I di Aragona  |                                      |  |  |       |  |  |                        |  |  |                           |  |
|                             | Giovanni II di Aragona | Eleonora d'Alburquerque  |                                      |  |  |       |  |  |                        |  |  |                           |  |
| Ferdinando II di Aragona    | Giovanni II di Aragona |                          |                                      |  |  |       |  |  |                        |  |  |                           |  |
|                             |                        | Giovanna Enríquez        | Federico Enriquez                    |  |  |       |  |  |                        |  |  |                           |  |
|                             |                        | Giovanna Enríquez        | Federico Enriquez                    |  |  |       |  |  |                        |  |  |                           |  |
|                             |                        | Giovanna Enríquez        | Mariana Fernández de Córdoba y Ayala |  |  |       |  |  |                        |  |  |                           |  |
| Maria d'Aragona e Castiglia |                        | Giovanna Enríquez        |                                      |  |  |       |  |  |                        |  |  |                           |  |
|                             |                        | Giovanni II di Castiglia | Enrico III di Castiglia              |  |  |       |  |  |                        |  |  |                           |  |
|                             |                        | Giovanni II di Castiglia | Enrico III di Castiglia              |  |  |       |  |  |                        |  |  |                           |  |
|                             |                        | Giovanni II di Castiglia | Caterina di Lancaster                |  |  |       |  |  |                        |  |  |                           |  |
| Isabella di Castiglia       |                        | Giovanni II di Castiglia |                                      |  |  |       |  |  |                        |  |  |                           |  |
|                             |                        | Isabella d'Aviz          | Giovanni d'Aviz                      |  |  |       |  |  |                        |  |  |                           |  |
|                             |                        | Isabella d'Aviz          | Giovanni d'Aviz                      |  |  |       |  |  |                        |  |  |                           |  |
|                             |                        | Isabella d'Aviz          | Isabella di Braganza                 |  |  |       |  |  |                        |  |  |                           |  |
|                             |                        | Isabella d'Aviz          |                                      |  |  |       |  |  |                        |  |  |                           |  |